# غاري كوبر (ممثل)
غاري كوبر (بالإنجليزية: Garry Cooper)‏ هو ممثل بريطاني، ولد في 2 يونيو 1955.

## وصلات خارجية
- غاري كوبر على موقع IMDb (الإنجليزية)
- غاري كوبر على موقع ألو سيني (الفرنسية)
- غاري كوبر على موقع أول موفي (الإنجليزية)
- غاري كوبر على موقع قاعدة بيانات الأفلام السويدية (السويدية)
- غاري كوبر على موقع قاعدة بيانات الفيلم (الإنجليزية)
- غاري كوبر على موقع كينوبويسك (الروسية)